# Застава в горах
«Заста́ва в гора́х» — художественный фильм о пограничниках режиссёра Константина Юдина. Выпуск на экран — 07.11.1953. Лидер проката (1953, 3 место) — 44,8 млн зрителей.

## Сюжет
Из Москвы на южную пограничную заставу приезжает старший лейтенант Лунин (Владлен Давыдов), назначенный заместителем её начальника. Из-за болезни начальника заставы лейтенанту приходится принять командование на себя. В это время американская разведка для проведения диверсий пытается проникнуть на территорию СССР, развернув свою деятельность вблизи государственной границы (снабжение оружием и наркотиками местных банд). Оплачиваемая и спровоцированная американцами местная басмаческая банда Исмаил-бека (Мухаммеджан Касымов) пытается произвести нападение на советскую территорию для прикрытия основной операции — незаметного перехода агентов американской разведки на советскую сторону под маской археологов и геологов, а именно агентов Картера (Георгий Черноволенко), Стэнли (Олег Солюс) и Марроу (Владимир Белокуров). Однако операция терпит крах: банда басмачей разбита, её остатки отброшены за пограничную реку, диверсанты схвачены и разоблачены.
Фильм упоминается в финальном выступлении главных героев фильма 1954 года «Мы с вами где-то встречались» Геннадия Максимова и Ларисы Левкоевой (персонаж Левкоевой, мальчишка, говорит: «Вот я „Заставу в горах“ видел — вот это да!»)

## В ролях
- Владлен Давыдов — Сергей Лунин, заместитель начальника погранзаставы, старший лейтенант
- Марина Кузнецова — Вера Александровна Лунина, жена старшего лейтенанта Лунина
- Елена Шатрова — Полина Антоновна Прохорова, мать капитана Прохорова
- Сергей Гурзо — Кулешов, командир отделения, сержант
- Станислав Чекан — Марченко, младший сержант, пограничник
- Аркадий Щербаков — Прохоров, капитан, начальник погранзаставы
- Александр Суснин — Воробьёв, рядовой, пограничник
- Михаил Майоров — Грачёв, полковник, начальник погранотряда
- Борис Попов — следователь, полковник МГБ
- Лев Лобов — старшина, помощник следователя
- Мухаммеджан Касымов — Исмаил-бек, предводитель банды басмачей
- Владимир Белокуров — Марроу, американский шпион
- Олег Солюс — Бен Стэнли, американский шпион
- Алексей Краснопольский — Бриджер, американский шпион
- Георгий Черноволенко — Картер, американский шпион
- Асли Бурханов — Абдурахман, член банды басмачей

## Съёмочная группа
- Авторы сценария: Михаил Вольпин, Николай Эрдман
- Постановщик: Константин Юдин
- Режиссёры: Владимир Герасимов, Николай Маслов
- Оператор: Тимофей Лебешев
- Художник-постановщик: Георгий Турылёв
- Композитор: Антонио Спадавеккиа
- Звукорежиссёр: Вячеслав Лещев